# Trouble de l'intégration sensorielle
 Mise en garde médicale
Le trouble du traitement sensoriel (ou SPD, pour Sensory processing disorder, aussi anciennement dénommé « dysfonctionnement de l'intégration sensorielle ») désigne un trouble correspondant à une difficulté ou à une incapacité du système nerveux central à traiter adéquatement les flux d'informations sensorielles arrivant dans le cerveau, lequel ne peut alors fournir de réponses appropriées aux exigences de l'environnement. Ce trouble est présent chez de nombreuses personnes atteintes d'un trouble du spectre autistique (TSA) et/ou d'un trouble déficitaire de l'attention avec hyperactivité (TDAH). 
Les personnes atteintes de SPD peuvent traiter inadéquatement tout ou partie des « stimuli » sensoriels : visuels, auditifs, olfactifs (odeur), gustatifs (goût), tactiles (toucher), vestibulaires (équilibre), proprioceptifs (conscience du corps) et intéroceptifs (sens corporels internes).
L'intégration sensorielle a été définie par l'ergothérapeute Anna Jean Ayres en 1972 comme « le processus neurologique qui organise les sensations de son propre corps et de l'environnement et qui permet d'utiliser efficacement le corps dans l'environnement »,. Le trouble du traitement sensoriel peut causer des problèmes importants dans l'organisation des sensations provenant des organes des sens corps et de l'environnement via ces organes ; il se manifeste par des difficultés de performance dans un ou plusieurs des principaux domaines de la vie : relation aux autres et au monde, productivité, loisirs, jeu, et autres activités de la vie quotidienne.
La question de savoir si le SPD est un trouble indépendant (en tant que tel), ou s'il représente les symptômes observés de divers autres troubles connus (ou inconnus) est encore en débat,,,.
Le SPD n'est pas inclus dans le Manuel diagnostique et statistique des troubles mentaux de l'American Psychiatric Association,, et l'American Academy of Pediatrics a recommandé, en 2012, que les pédiatres n'utilisent pas le SPD comme diagnostic autonome.

## Signes et symptômes
Par convention, on ne parle de difficulté d'intégration sensorielle ou de trouble du traitement sensoriel (SPD) que quand l'individu est confronté à des défis persistants dans le traitement neurologique des "stimuli" sensoriels, et que ces difficultés interfèrent négativement avec la capacité de participer à la vie quotidienne.
Ces défis peuvent concerner un ou plusieurs systèmes sensoriels ; du système somatosensoriel, au système vestibulaire, en passant par le système proprioceptif, le système intéroceptif, le système auditif, le système visuel, le système olfactif et le système gustatif.
De nombreuses personnes peuvent présenter un ou deux symptômes légers, ou être non-voyant, ou sourd. On ne parle de trouble du traitement sensoriel que quand il a un impact fonctionnel clair sur la vie de la personne ; il se traduit alors souvent par :
des signes de sur-réactivité, y compris, par exemple, une aversion pour des textures, goûts ou odeurs telles que celles trouvées dans certains matériaux, tissus, aliments, produits de soin, de toilette ou de nettoyage ou d'autres produits trouvés dans la vie quotidienne, auxquels la plupart des gens neurotypiques ne réagiraient pas, et un intense inconfort voire une forte douleur induits par des sons normaux, des lumières, une température, des mouvements, des odeurs, des goûts ou même des sensations intérieures telles que son propre pouls/rythme cardiaque [réf. nécessaire].
des signes de sous-réactivité, pouvant traduire une hyposensibilité à certains "stimuli". Parmi ces signes figurent parfois des réactions inhabituellement lente ou absentes face à certains "stimuli", y compris à des niveaux douloureux pour d'autres.
des envies sensorielles (recherche ou production de bruit intenses, de coups ou automutilations, de frottements, de lumière, d'odeurs fortes ou particulières, éventuellement dérangeantes, etc.), avec éventuellement un comportement agité et/ou une forte impulsivité.
des problèmes sensori-moteurs (ex : mouvements lents et/ou non coordonnés, écriture difficile....).
problèmes de discrimination sensorielle, se manifestant par exemple par des chutes fréquentes ou constantes[réf. nécessaire].
Les symptômes varient considérablement selon le type et le sous-type de trouble qui affecte la personne, selon son état de stress.
[réf. nécessaire]

### Liens avec d'autres troubles
Les difficultés d'intégration et de traitement sensoriels peuvent être une caractéristique d'un certain nombre de troubles du comportement, dont notamment les problèmes d'anxiété, le trouble déficitaire de l'attention avec hyperactivité (TDAH), les intolérances alimentaires, et en particulier avec tous les troubles du spectre autistique,,,,,,. Ce schéma de comorbidités pose un défi important à ceux qui prétendent que le SPD est un trouble spécifique identifiable, plutôt qu'un simple terme donné à un ensemble de symptômes communs à d'autres troubles.
Deux études ont apporté des preuves préliminaires suggérant qu'il pourrait y avoir des différences neurologiques mesurables entre les enfants diagnostiqués avec SPD et des enfants témoins classés comme neurotypiques ou les enfants déjà diagnostiqués autistes. Des recherches récentes ont trouvé une microstructure anormale de la substance blanche chez les enfants atteints de SPD, par rapport aux enfants typiques et à ceux souffrant d'autres troubles du développement tels que l'autisme et le TDAH,. Malgré ces preuves, le fait que les chercheurs du SPD ne se soient pas encore mis d'accord sur un outil de diagnostic éprouvé et standardisé sape leur capacité à définir les limites du trouble et rend les études corrélationnelles, comme celles sur les anomalies structurelles du cerveau, moins convaincantes.

## Causes
Elles ne sont pas encore clairement connues mais on sait que les régions du mésencéphale et du tronc cérébral du système nerveux central sont des centres précoces dans la voie de traitement de l'intégration multisensorielle ; ces régions cérébrales sont impliquées dans des processus tels que la coordination, l'attention, l'éveil et la fonction autonome. Une fois les informations sensorielles pré-traitées par ces centres, elles sont ensuite acheminées vers les régions du cerveau responsables des émotions, de la mémoire et des fonctions cognitives "de niveau supérieur".
Des dommages ou changements dans n'importe quelle partie du cerveau impliquée dans le traitement multisensoriel semblent pouvoir entraîner des difficultés à traiter correctement les "stimuli" de manière fonctionnelle.[réf. nécessaire]

## Mécanisme
Au début du XXIe siècle, la recherche sur les processus sensoriel se concentre sur la l'étude des causes possiblement génétiques et neurologiques du SPD. L'électroencéphalographie (EEG) mesurant le potentiel lié à l'événement (ERP) et la magnétoencéphalographie (MEG) sont traditionnellement utilisées pour explorer les causes des comportements observés dans le SPD.
La sur-réactivité face aux "stimuli" tactiles et auditifs montrent des influences génétiques, mais modérées ; la sur-réactivité tactile semble la plus héritable.
Des différences de latence auditive (le temps qui sépare la réception de l'entrée du moment où la réaction est observée dans le cerveau), ainsi qu'une hypersensibilité aux vibrations dans les voies des récepteurs des corpuscules de Pacini, et d'autres altérations du traitement unimodal et multisensoriel ont été détectées dans les populations autistes.
Les personnes ayant des déficits de traitement sensoriel semblent avoir moins de synchronisation sensorielle que les sujets typiques, et une intégration neuronale atypique de l'entrée sensorielle.
Chez les personnes présentant une sur-réactivité sensorielle, différents générateurs neuronaux s'activent, provoquant le dysfonctionnement de l'association automatique d'entrées sensorielles causalement liées qui se produit à ce stade précoce de perception sensorielle.
Les personnes présentant une hypersensibilité sensorielle pourraient avoir une augmentation du récepteur D2 dans le striatum, liée à une aversion pour les "stimuli" tactiles et à une accoutumance réduite.
Dans le modèle animal, un stress prénatal augmente significativement l'évitement tactile.
Une hypothèse est qu'une stimulation multisensorielle pourrait, dans le cortex frontal, activer un système de niveau supérieur qui implique l'attention et le traitement cognitif, plutôt que l'intégration automatique des "stimuli" multisensoriels (observés chez les adultes en développement typique dans le cortex auditif),.

## Classification médicale
Le trouble du traitement sensoriel est accepté dans la Classification diagnostique des troubles de la santé mentale et du développement de la petite enfance et de la petite enfance (DC:0-3R). Mais il n'est pas reconnu comme un trouble mental par les référentiels médicaux tels que la CIM-10 ou le DSM-5.
Le diagnostic est principalement obtenu par l'utilisation de tests standardisés, de questionnaires standardisés, d'échelles d'observation d'experts et d'observations libres dans un gymnase d'ergothérapie. L'observation des activités fonctionnelles peut également être effectuée à l'école et à la maison.[réf. nécessaire]
Diagnostic
Dans la plupart des pays, le diagnostic est effectué par un ergothérapeute, mais certains pays, il doit être fait par des professionnels certifiés, tels que des psychologues, des spécialistes de l'apprentissage, des physiothérapeutes et/ou des orthophonistes. Certains pays recommandent d'avoir une évaluation psychologique et neurologique complète si les symptômes sont trop graves.[réf. nécessaire]

### Tests standardisés
- Test d'intégration sensorielle et de praxis (SIPT)
- Évaluation de l'intégration sensorielle d'Ayres (EASI) - en développement
- Test DeGangi-Berk d'intégration sensorielle (TSI)
- Test des fonctions sensorielles chez les nourrissons (TSFI)[40]

### Questionnaires standardisés
- Profil sensoriel (PS)[41]
- Profil sensoriel du nourrisson/tout-petit[40]
- Profil sensoriel adolescent/adulte
- Sensory Profile School Companion
- Indicateurs de signaux de risque développementaux (INDIPCD-R)[42]
- Mesure de traitement sensoriel (SPM pour "Sensory Processing Measure")[43]
- Mesure du traitement sensoriel préscolaire (SPM-P)[44]

## Types et sous-types de désordres neurologique et de conséquences

### Intégration sensorielle et difficultés de traitement
Les preuves de difficulté d'intégration et de traitement des informations sensoriellles viennent des premières recherches d'Ayres, issues de l'analyse factorielle du premier test SCISIT et du travail de Mulligan de 1998 "Patterns of Sensory Integration Dysfunctions: A Confirmatory Factor Analysis".
Les modèles d'intégration et de traitement de l'information sensorielle admis par la recherche appuient une classification des difficultés, qui seraient liée à 4 items :
- Degré de difficulté d'enregistrement sensoriel et de la perception (= critère de discrimination)
- degré de réactivité sensorielle (= critère de modulation)
- Praxis (qui signifie "faire")
- degré d'intégration ; posturale, oculaire et bilatérale

### Trouble du traitement sensoriel (ou SPD pour"Sensory processing disorder")
Les partisans d'un nouveau SPD nosologique ont plutôt proposé trois catégories : 
trouble de la modulation sensorielle ; 
troubles moteurs sensoriels ;
troubles de la discrimination sensorielle (tels que définis dans la Classification diagnostique de la santé mentale et des troubles du développement de la petite enfance et de la petite enfance),.

#### 1. Trouble de la modulation sensorielle (SMD pour"Sensory modulation disorder")
La notion de "modulation sensorielle" fait ici référence à un processus complexe du système nerveux central,, par lequel les messages neuronaux qui transmettent à certaines zones du cerveau des informations sur l'intensité, la fréquence, la durée, la complexité et la nouveauté des "stimuli" sensoriels sont ajustés.
Ce SMD se compose de trois sous-types d'atypies de la modulation sensorielle :
1. Hypersensibilité sensorielle.
2. Sous-réactivité (hypo-réactivité) sensorielle
3. Désir sensoriel (recherche de sensations).

#### 2. Trouble moteur sensoriel (ou SBMD pour "Sensory-based motor disorder")
Selon les partisans de la notion du SMD, le"trouble moteur sensoriel" montre une production motrice désorganisée, qui serait dû à un traitement incorrect des informations sensorielles par le cerveau, lequel affecterait négativement le contrôle postural, entraînant un trouble postural ou un trouble de la coordination du développement,.
Deux sous-types de SBMD sont :
1. la dyspraxie
2. le trouble postural

#### 3. Trouble de la discrimination sensorielle (ou SDD pour "Sensory discrimination disorder")
Le trouble de discrimination sensorielle implique le traitement incorrect des informations sensorielles. Selon les sens touchés les sous-types SDD sont :
1. Visuel (vue) ;
2. Auditif (ouïe) ;
3. Tactile (tact) ;
4. Gustatif (goût) ;
5. Olfactif (odeur) ;
6. Vestibulaire (équilibre, perception et contrôle de la position de la tête et du mouvement dans l'espace/temps)
7. Proprioceptif (perception de l'enveloppe corporelle et de toutes les parties du corps dans l'espace, perception et dosage des efforts musculaire) ;
8. Interoceptif (sensations corporelles internes).

## Traitement

### Thérapie d'intégration sensorielle

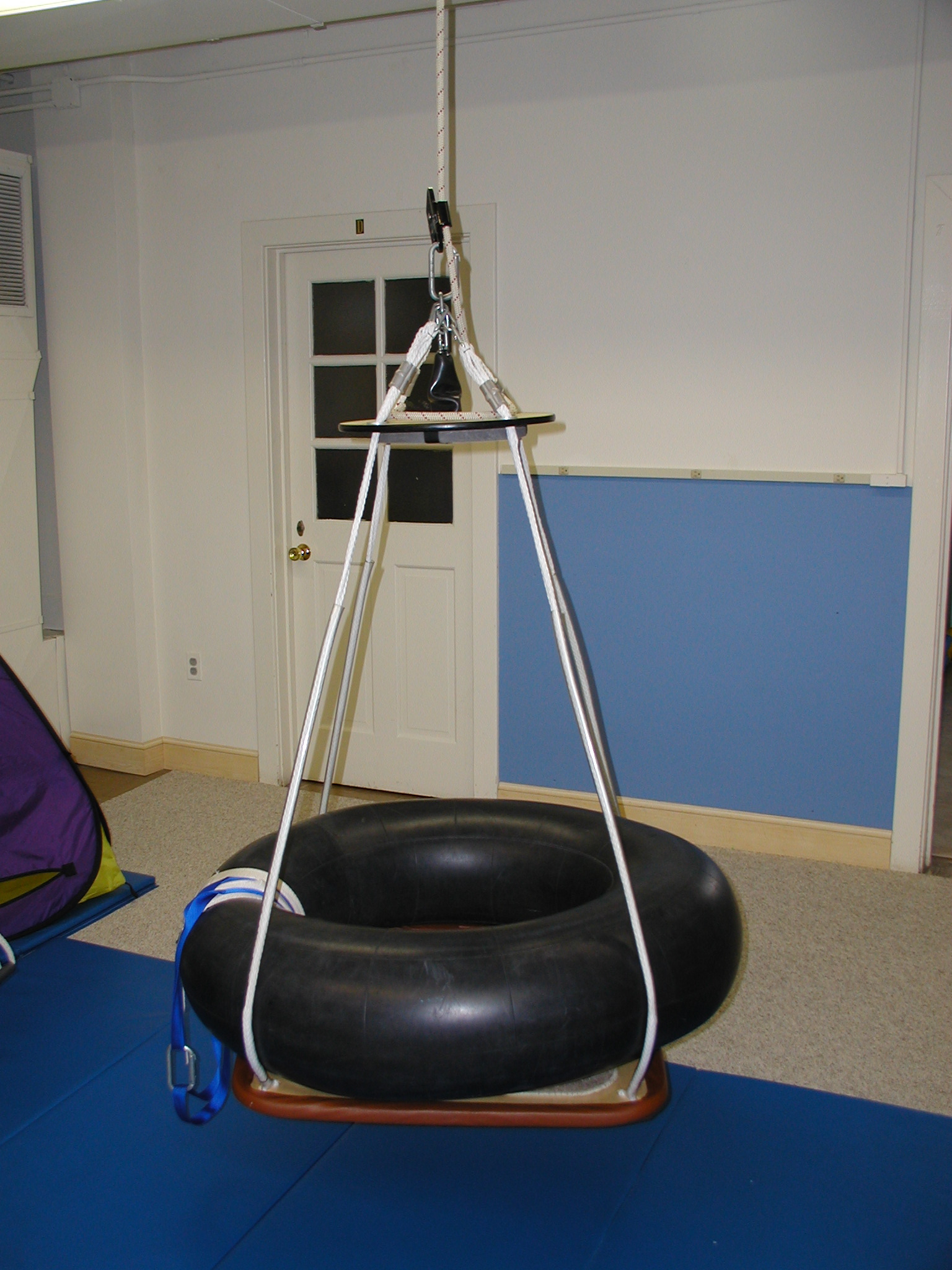
Le système vestibulaire est stimulé (ou auto-stimulé) par des équipements suspendus permettant le balancement et/ou les rotations (ici : balançoire faites avec une chambre à air, dans une salle d'ergothérapie).

Généralement dans le cadre d'une thérapie occupationnelle (ergothérapie de type ASI), l'enfant est placé dans une pièce spécialement conçue pour stimuler et défier tous les sens pour, peu à peu, obtenir des réponses adaptatives plus fonctionnelles, c'est-à-dire mieux contrôlées et adaptées à son environnement physique, naturel et social. Selon l'American Occupational Therapy Association (AOTA) dans une thérapie occupationnelle pédiatrique : « les ergothérapeutes travaillent avec les enfants et leurs familles, les soignants et les enseignants pour promouvoir la participation à des activités et des occupations significatives en milieu pédiatrique » (ces occupations peuvent inclure le jeu, l'école et l'apprentissage des tâches de soins personnels),.
Un ergothérapeute débutant peut contribuer à traiter des troubles du traitement sensoriel, mais une formation clinique plus avancée existe pour cibler les processus neurobiologiques sous-jacents impliqués,,,,. Ayres a initialement développé ses outils d'évaluation et ses méthodes d'intervention pour soutenir des enfants ayant des problèmes d'intégration et de traitement sensoriels, mais sa théorie reste pertinente au-delà de l'enfance pour l'adolescent et l'adulte,,.
La thérapie d'intégration sensorielle repose sur quatre grands principes : [réf. nécessaire]
1. Défi juste (l'enfant doit être capable de relever avec succès les défis qui lui sont présentés à travers des activités ludiques adaptées à son niveau de développement) ;
2. Réponse adaptative (l'enfant adapte son comportement via des stratégies nouvelles et utiles, en réponse aux défis présentés) ;
3. Engagement actif (l'enfant voudra participer parce que les activités sont amusantes ou intéressantes) ;
4. Direction par l'enfant (les préférences de l'enfant sont utilisées pour initier des expériences thérapeutiques au cours des séances)

De sérieuses questions ont été soulevées quant à l'efficacité de cette thérapie,,,, notamment dans des revues de médecine où les exigences pour qu'un traitement soit jugé efficace sont beaucoup plus élevées, par rapport aux homologues ergothérapeutiques qui considèrent plus souvent que le traitement est efficace,.

### Thérapie de traitement sensoriel
Elle vise chacun des quatre principes mentionnés ci-dessus, mais ajoute les items suivants :
- Intensité (la personne suit une thérapie quotidienne et durant une période prolongée) ;
- Approche développementale (le thérapeute s'adapte à l'âge de développement de la personne, plutôt qu'à son âge réel) ;
- Évaluation systématique par test-retest (tous les patients sont évalués avant et après) ;
- Approche axée sur le processus et pas seulement sur l'activité (le thérapeute se concentre sur la connexion émotionnelle "juste" et le processus qui renforce la relation) ;
- Implication des parents (des séances d'éducation des parents sont prévues dans le processus de thérapie)
- "Joie de vivre" (le bonheur de vivre est l'objectif principal de la thérapie, atteint par la participation sociale, l'autorégulation et l'estime de soi) ;
- Combinaison des meilleures des bonnes pratiques (souvent en intégrant dans la thérapie un système d'écoute intégré, un temps de parole et l'utilisation de médias électroniques tels que Xbox Kinect, Nintendo Wii, formation sur machine Makoto II et autres).

Alors que les ergothérapeutes pratiquant la thérapie occupationnelle utilisent un cadre de référence d'intégration sensorielle pour améliorer la capacité d'un enfant à traiter adéquatement les entrées sensorielles, d'autres ergothérapeutes peuvent se concentrer sur certains aménagements environnementaux que les parents, accompagnants, pair-aidants et le personnel de l'école peuvent utiliser pour améliorer le "fonctionnement" de l'enfant à la maison, à l'école dans son environnement social et dans le monde qui l'entoure,. En fonction des sens affectés par le trouble, il peut par exemple s'agir de choisir des vêtements doux et sans étiquette, d'éviter les éclairages trop puissant, clignotants ou fluorescents, d'éviter l'utilisation de parfums d'ambiance, de lessives parfumées, et de produits nettoyant parfumés, ou encore de fournir un casque anti-bruit à porter dans les contextes bruyants, et des bouchons d'oreille à utiliser en situation "d'urgence" (comme lors des tests de sirènes en cas d'exercice incendie à l'école ou lors d'un concert sonorisé).[réf. nécessaire]

### Évaluation de l'efficacité du traitement d'intégration sensorielle
L'American Occupational Therapy Association plaide pour l'intérêt des thérapies d'intégration sensorielles (ou SIT pour "sensory integration therapy").
Une étude (2018) a conclu à l'utilité d'une intervention pour les enfants ayant des besoins spéciaux.
Une revue d'études de 2019 a conclu que la thérapie d'intégration sensorielle était efficace pour les troubles du spectre autistique.
En conclusion de son examen global de la littérature sur l'efficacité du traitement, Aetna a conclu que "l'efficacité de ces thérapies n'est pas prouvée" et l'American Academy of Pediatrics a estimé que "les parents doivent être informés que la quantité de recherche concernant l'efficacité de la thérapie d'intégration sensorielle est limitée et peu concluante".
Un examen de 2015 a conclu que les techniques SIT existent « hors des limites de la pratique établie fondée sur des preuves » et que la SIT est «très probablement une mauvaise utilisation de ressources limitées».

## Épidémiologie
Il a été estimé par certains auteurs que jusqu'à 16,5 % des enfants d'âge scolaire primaire présentent des comportements SOR élevés dans les modalités tactiles ou auditives. Ce taux est plus élevé que ceux calculés par les études précédentes (à partir d'échantillons plus petits), qui estimaient plutôt que 5 à 13 % des enfants en âge d'aller à l'école primaire étaient concernés. Des analyses critiques ont noté qu'une incidence aussi élevée, pour un ou deux des sous-types de SPD, soulève des questions sur la mesure dans laquelle le SPD est un trouble spécifique et clairement identifiable.
Les partisans estiment que les adultes peuvent aussi montrer des signes de difficultés de traitement sensoriel et qu'ils bénéficieraient de thérapies de traitement sensoriel, mais ce travail n'a pas encore distingué les adultes présentant des symptômes SPD seuls, de ceux sont les troubles de traitement de l'information sont associées à d'autres troubles, tels que les troubles du spectre autistique.

## Sociétés
L'American Occupational Therapy Association (AOTA) et le British Royal College of Occupational Therapy (RCOT) soutiennent l'utilisation d'une variété de méthodes d'intégration sensorielle pour les personnes ayant des difficultés d'intégration et de traitement sensoriels. Ces deux organisations reconnaissent la nécessité de poursuivre les recherches sur l'intégration sensorielle d'Ayres et les approches connexes. Aux États-Unis, elles jugent important d'augmenter la couverture par les assurances médicales des thérapies connexes. L'AOTA et le RCOT ont fait des efforts pour sensibiliser le public à l'intégration sensorielle et aux approches associées. Les guides de bonnes pratiques de l'AOTA et la publication par le RCOT d'un guide "Intégration sensorielle et interventions sensorielles" soutiennent l'utilisation de la thérapie d'intégration sensorielle, et sa prise en compte dans la formation médicale et paramédicale, ainsi qu'une collaboration interprofessionnelle afin d'optimiser le traitement des personnes ayant des difficultés d'intégration et de traitement sensoriels. L'AOTA fournit plusieurs ressources relatives à la thérapie d'intégration sensorielle (TIS), comprenant des documents d'information, de nouvelles recherches et des opportunités de formation continue.

### Controverse
Des inquiétudes ont été émises quant à la validité du diagnostic de SPD, et quant à l'efficacité de la thérapie d'intégration sensorielle (SIT), notamment depuis la revue d'étude (2015) sur ce sujet.
Le SPD n'est pas inclus dans le DSM-5 ou la CIM-10 qui sont les références les plus utilisées dans le monde de la santé pour les diagnostics et définitions de pathologies.
L'American Academy of Pediatrics (AAP) a noté en 2012 qu'il n'existe pas de cadre de diagnostic universellement accepté pour le SPD, et recommande donc la prudence vis-à-vis de toute thérapie de type « sensorielle », sauf dans le cadre d'un plan de traitement complet. L'AAP a prévu de revoir sa politique à ce sujet, mais ce travail est encore en cours.
Certains auteurs soulignent que les problèmes et enjeux sensoriels sont un sujet de préoccupation important, mais pas un diagnostic en soi,.
Des critiques considèrent que ce que les partisans considèrent être des symptômes de SPD sont larges et, dans parfois des caractéristiques fréquentes de l'enfance, et alors pas nécessairement anormales niatypiques. Quand ces traits deviennent des motifs de diagnostic, c'est alors généralement en combinaison avec d'autres symptômes plus spécifiques ou quand l'enfant devient assez âgé pour lui-même expliquer que les raisons de son comportement sont spécifiquement sensorielles.

### Manuels
Le SPD figure dans le manuel de diagnostic de Stanley Greenspan pour la petite enfance et la petite enfance et en tant que troubles de la régulation du traitement sensoriel dans la classification diagnostique de zéro à trois.
Il n'est pas listé parmi les diagnostics autonomes du manuel ICD-10 ni du DSM-5 mis à jour, mais une réactivité inhabituelle à l'entrée sensorielle, ou un intérêt inhabituel pour les aspects sensoriels fait partie des critères possibles mais non nécessaires pour le diagnostic de l'autisme,.

## Histoire
Le trouble du traitement sensoriel en tant que forme spécifique de fonctionnement atypique a été décrit pour la première fois par l'ergothérapeute Anna Jean Ayres (1920-1989).

### Modèle initial
Le cadre théorique d'Ayres pour ce qu'elle a appelé le dysfonctionnement d'intégration sensorielle a été développé après six études analytiques factorielles de populations d'enfants ayant des troubles d'apprentissage, des troubles moteurs perceptuels, comparativementà des enfants au développement normal. Ayres a créé la nosologie suivante basée sur les modèles qui sont apparus dans son analyse factorielle :
- Dyspraxie : mauvaise planification motrice (plus liée au système vestibulaire et à la proprioception) ;
- Mauvaise intégration bilatérale : utilisation inadéquate des deux côtés du corps simultanément ;
- Défense tactile : réaction négative aux "stimuli" tactiles ;
- Déficits de perception visuelle : mauvaise perception de la forme et de l'espace et fonctions motrices visuelles ;
- Somatodyspraxie : mauvaise planification motrice (liée à une mauvaise information provenant des systèmes tactile et proprioceptif) ;
- Troubles du langage et de l'audition.

On pensait que les déficits de la perception visuelle et du langage auditif avaientune forte composante cognitive, et une faible relation avec des déficits de traitement sensoriel sous-jacents. Pour cette raison, fréquemment, ils ne sont pas considérés comme des déficits centraux dans de nombreux modèles de traitement sensoriel[réf. nécessaire].
En 1998, Mulligan a trouvé un schéma similaire de déficits dans une étude analytique de facteur de confirmation,.

### Modèle quadrant
La nosologie de Dunn utilise deux critères : le type de réponse (passif vs actif) et le seuil sensoriel aux "stimuli" (faible ou élevé) créant quatre sous-types ou quadrants :
- Seuils neurologiques élevés :

1. Hypo-sensibilité : seuil haut avec réponse passive. Individus captant mal ou pas les sensations (ils sontaparfois insensibles à la douleur) ; ils présentent en conséquence un comportement apparemment passif[94] ;
2. Recherche de sensations : seuil élevé avec réponse active. Individusrecherchant activement un environnement sensoriel riche[94] ;

- Seuil neurologique bas :

1. Sensibilité aux "stimuli" : seuil bas avec réponse passive. Ces personnes sont facilement distraites ; elles se sentent mal à l'aise lorsqu'exposées à la sensation mais elles ne limitent pas ou n'évitent pas activement l'exposition à cette sensation[94] ;
2. Évitement des sensations : seuil bas avec réponse active. Les individus limitent activement leur exposition aux sensations et sont donc activement autorégulateurs[94].

### Modèle de traitement sensoriel
Dans la nosologie de Miller, le "dysfonctionnement de l'intégration sensorielle" a été renommé "trouble du traitement sensoriel" pour faciliter les travaux de recherche coordonnés avec d'autres domaines tels que la neurologie puisque "l'utilisation du terme intégration sensorielle s'applique souvent à un processus cellulaire neurophysiologique plutôt qu'à une réponse comportementale à des entrées (inputs) sensoriels", telle que connotée par Ayres. ».
La nosologie du modèle de traitement sensoriel divise le SPD en trois sous-types : problèmes de modulation, problèmes moteurs et problèmes de discrimination.